# NGC 6558
NGC 6558 (również GCL 89 lub ESO 456-SC62) – gromada kulista znajdująca się w gwiazdozbiorze Strzelca. Odkrył ją John Herschel 3 sierpnia 1834 roku. Jest położona w odległości ok. 24,1 tys. lat świetlnych od Słońca oraz 3,3 tys. lat świetlnych od centrum Galaktyki.